# 9561 van Eyck
A 9561 van Eyck (ideiglenes jelöléssel 1987 QT1) a Naprendszer kisbolygóövében található aszteroida. Eric Walter Elst fedezte fel 1987. augusztus 19-én.
Nevét Jan van Eyck flamand festő után kapta.